# 盖伊·卡拉汉
盖伊·卡拉汉（英語：Guy Callaghan，1970年9月7日—），新西兰男子游泳运动员。他曾代表新西兰参加1994年英联邦运动会游泳比赛，获得一枚银牌。他也曾参加1992年夏季奥运会。